# Lachband
Een lachband is een geluidsopname van lachende mensen die vaak aan komische televisieprogramma's, zoals sitcoms, wordt toegevoegd om de grappen uit die serie te benadrukken. Het geluid is dan steevast te horen op het moment dat er iets gebeurt of gezegd wordt wat grappig bedoeld is, en waarvan men verwacht dat de kijker er ook om zal lachen.
Voordat de televisie haar intrede deed in veel huishoudens, kregen de meeste mensen komedie alleen te zien in het theater of in de bioscoop, in het gezelschap van ander publiek. Dat publiek zorgde voor applaus, gelach en toejuichingen, maar ook toen waren er soms personen (de claque) die betaald werden om de sfeer erin te brengen. Toen de televisie een steeds belangrijker medium werd, probeerden televisieproducenten deze atmosfeer van een publiek na te bootsen door omgevingsgeluiden zoals men die in een publiek kan horen toe te voegen aan deze series. Dit kon worden gedaan door de serie op te nemen voor toeschouwers, of door de geluiden apart op te nemen en achteraf toe te voegen. Een lachband is een voorbeeld van die tweede optie. Een lachband kreeg al snel de voorkeur boven een livepubliek, daar de producenten dan zelf konden bepalen wanneer en hoelang het gelach moet klinken en bovendien was het goedkoper om een show niet met aanwezige toeschouwers op te hoeven nemen. De eerste serie die gebruik maakte van een lachband was de Amerikaanse sitcom The Hank McCune Show in 1950. Behalve sitcoms gingen ook animatieseries gebruikmaken van een lachband, zoals The Flintstones en The Jetsons.

## Waardering
Een lachband wordt niet door iedereen op prijs gesteld. Een veelgehoord punt van kritiek is dat het gelach nep of geforceerd over zou komen. Meerdere malen hebben producenten geweigerd een lachband te gebruiken. Zo weigerde Ross Bagdasarian sr. om een lachband toe te voegen aan The Alvin Show. Jack Klugman en Tony Randall spraken na het eerste seizoen van The Odd Couple hun onvrede uit over het gebruik van een lachband en eisten dat de serie vanaf seizoen 2 voor een livepubliek zou worden opgenomen.
Moderne sitcoms, zoals Scrubs of Chuck maken meestal geen gebruik meer van de lachband, evenals wat donkerder sitcoms zoals Hustle.